# Ambasada Paragwaju przy Stolicy Apostolskiej
Ambasada Paragwaju przy Stolicy Apostolskiej – misja dyplomatyczna Republiki Paragwaju przy Stolicy Apostolskiej. Ambasada mieści się w Rzymie.
Ambasador Paragwaju przy Stolicy Apostolskiej akredytowany jest również w Republice Albanii, Bośni i Hercegowinie, Czarnogórze, Republice Macedonii Północnej, Republice Malty i przy Zakonie Maltańskim.